# Jaime Camil
Jaime Camil  (Mexikóváros, Mexikó, 1973. július 23. –) mexikói-brazil színész, énekes és műsorvezető.

## Élete
Jaime Camil 1973. július 23-án született Mexikóvárosban. Édesapja egyiptomi üzletember, de brazil származású. Legelső telenovella-szerepét 2000-ben kapta a Mi destino eres tú című telenovellában.

## Filmográfia

### Telenovellák
- Qué pobres tan ricos (2013-2014) - Miguel Ángel 'Mike' Ruizpalacios Romagnoli
- Por ella soy Eva (2012) - Juan Carlos Caballero Mistral / Eva María León Jaramillo Vda. de Zuloaga / Juan Perón
- Los exitosos Pérez (2009-2010) - Martín Pérez / Gonzalo González
- Las tontas no van al cielo (Candy) (2008) - Santiago López Carmona
- La fea más bella (Lety, a csúnya lány) (2006-2007) - Fernando Mendiola Sáenz
- Mujer de madera(2004-2005) - César Linares Ruiz
- Mi destino eres tú (2000) - Mauricio Rodríguez Calderón

### Filmek
- 2022 Kimi - Antonio Rivas
- 2013 Devious Maids - Oscar Valdez
- 2012 Lost and Found o The mexican singer- Alejandro
- 2011 Chiapas the heart oh cofee - Jerónimo
- 2011 El Cielo En Tu Mirada - Matt
- 2011 Salvando al Soldado Pérez - Eladio
- 2010 Regresa- Ernesto del Valle
- 2009 Recién Cazado- Sebastián
- 2009 Agente 00-P2- Tambo Macaw
- 2008 All Inclusive] - Baldi
- 2007 Bee Movie  -  Barry B. Benson: la abeja
- 2006 Open Season  - Elliot: el ciervo
- 2005 Dios o demonio  - Alberto
- 2005 Volver, volver - Jorge
- 2004 7 días - Tony Zamacona
- 2004 Mariana Made in Tepito - Boni
- 2004 Zapata, el sueño de un héroe - Eufemio Zapata
- 2003 Puños Rosas - Randy Garza
- 1997 Delfines

### Műsorok
- 2012 Kids Choice Awards México
- 2011 Premios Lo Nuestro
- 2010 El Gran Show en Univisión
- 2010 El Gran Mexicano
- 2009 Aventura por México con Javier Poza
- 2007 Premios Juventud con Angélica Vale y Belinda
- 2006 Premios FOX Sports 2006
- 2005 Premios Juventud
- 2005 Miss Ecuador
- 2005 Premios FOX Sports 2005
- 2003 Maxim Magazine Night
- 2002 Operación Triunfo
- 2000 Premios Heraldo
- 2000 La Hora Pico
- 2000 Nuestra Belleza México
- 2000 Festival Acapulco
- 1996 Que nochecita con Jaime Camil
- 1995 El Show de Jaime Camil
- 1993 Radioactivo 98.5 (Radio)